# Ларисейцы
«Ларисейцы» — трагедия древнегреческого драматурга Софокла (V век до н. э.) на тему мифов о Персее, текст которой почти полностью утрачен.
Действие пьесы происходит в фессалийском городе Лариса. Местный царь организовал состязания в память о своём отце, и приехавший на них Персей, метнув диск, случайно убил своего деда Акрисия. Антиковед Ф. Ф. Зелинский предположил, что «Ларисейцы» входили в один цикл с трагедиями «Акрисий» и «Даная», а значит, относились к раннему этапу творчества Софокла.
От текста остался только набор разрозненных фрагментов.